# Cyathea hombersleyi
Cyathea hombersleyi là một loài dương xỉ trong họ Cyatheaceae. Loài này được Stolze mô tả khoa học đầu tiên năm 1974.
Danh pháp khoa học của loài này chưa được làm sáng tỏ. 